# Gordon Solie
Jonard Frank Labiak (Minneapolis (Minnesota), 26 januari 1929 − New Port Richey (Florida), 27 juli 2000), beter bekend als Gordon Solie, was een Amerikaans professioneel worstel play-by-play commentator.

## Prestaties
- Cauliflower Alley Club
  - Other honoree (1996)

- National Wrestling Alliance
  - NWA Hall of Fame (Class of 2005)

- Pro Wrestling Illustrated
  - PWI Announcer of the Year (1977)
  - PWI Editor's Award (1989)

- Professional Wrestling Hall of Fame and Museum
  - (Class of 2004)

- World Championship Wrestling
  - WCW Hall of Fame (Class of 1995)

- World Wrestling Entertainment
  - WWE Hall of Fame (Class of 2008)

- Wrestling Observer Newsletter awards
  - Best Television Announcer (1981-1983)
  - Wrestling Observer Newsletter Hall of Fame (Class of 1996)